# Menophra curta
Menophra curta är en fjärilsart som beskrevs av W. Warren 1909. Menophra curta ingår i släktet Menophra och familjen mätare. Inga underarter finns listade i Catalogue of Life.